# Dmitri Kramarenko
Dmitri Kramarenko (Karaganda, 12 settembre 1974) è un allenatore di calcio ed ex calciatore azero, di ruolo portiere.

## Carriera

### Club
Inizia la carriera nel 1991 giocando l'ultima edizione del campionato sovietico, in particolare nella terza serie con la Dinamo Baku. L'anno successivo gioca nella massima serie del neonato campionato azero con il Neftçi Bakı. Trasferitosi nel campionato russo, gioca nelle prime quattro categorie fino al 2004, anno in cui torna a giocare in Azerbaijan. Resta in questo campionato fino a fine carriera, tranne un ritorno in Russia nel 2006.

### Nazionale
Dal 1992 al 2005 ha giocato 33 partite con la Nazionale azera.